# 윤언순
윤언순(尹彦純)는 고려 중기의 문신이다. 본관은 파평(坡平). 아버지는 문하시중(門下侍中) 윤관(尹瓘)이고, 아들은 병마 판관(兵馬判官) 윤중첨(尹仲瞻)이며, 손녀 사위는 향공진사(鄕貢進士) 방서란(房瑞鸞)이다.
1115년(예종 10) 시어사(侍御史)로서 요나라에 사신으로 가 천흥절을 축하하였다. 그러나 함께 사신으로 갔었던 진봉사(進奉使) 서방(徐昉), 하정사(賀正使) 이덕윤(李德允) 등과 귀국하던 도중 요나라에 대하여 반란을 일으킨 고영창(高永昌)에게 붙잡혀 억류되었다. 그러나 동경에 억류당하고 있는 동안 고영창의 건국을 찬양하는 표문(表文)을 올렸는데, 돌아온 뒤에 이 일을 숨기고 보고하지 않다가 발각되어 탄핵을 받았다. 뒤에 풀려나 남원부사가 되었다.

## 가족
- 부 : 윤관(尹瓘, 1040~1111)
- 모 : 인천 이씨(仁川李氏), 상장군 이성간의 딸
  - 형 : 윤언인(尹彦仁) - 합문지후
  - 윤언순
    - 아들 : 윤중첨(尹仲瞻)
      - 손녀 : 파평 윤씨
      - 손서 : 방서란(房瑞鸞)

  - 동생 : 윤언암
  - 동생 : 윤언식(尹彦植, ? ~ 1149년 5월)
  - 동생 : 윤언이(尹彦頤, ? ~ 1149) 정당문학
  - 동생 : 윤언민(尹彦旼)